# LaserLight
LaserLight è un brano musicale della cantautrice britannica Jessie J, estratto come settimo singolo dalla ristampa del suo album di debutto, Who You Are. Il brano vede la collaborazione del DJ francese David Guetta. Il singolo sarà pubblicato nel Regno Unito il 14 maggio 2012. Il brano è già entrato in classifica in Australia e Nuova Zelanda a causa del forti vendite digitali dell'album.

## Tracce
Download digitale
1. LaserLight (con David Guetta) - 3:32

## Classifiche
| Classifiche (2012) | Posizione massima |
| ------------------ | ----------------- |
| Australia          | 48                |
| Belgio (Fiandre)   | 50                |
| Belgio (Vallonia)  | 8                 |
| Irlanda            | 9                 |
| Nuova Zelanda      | 19                |
| Regno Unito        | 5                 |
| Slovacchia         | 16                |

### Classifiche di fine anno
| Classifiche (2012) | Posizione |
| ------------------ | --------- |
| Regno Unito        | 70        |